# Società Sportiva Armando Diaz 1939-1940
Questa voce raccoglie le informazioni riguardanti la Società Sportiva Armando Diaz nelle competizioni ufficiali della stagione 1939-1940.

## Rosa
| N. |                   | Ruolo | Calciatore          |
| -- | ----------------- | ----- | ------------------- |
|    | Italia (bandiera) | D     | Giuseppe Barbone    |
|    | Italia (bandiera) | A     | Giacomo Borzacchini |
|    | Italia (bandiera) | D     | Giovanni Calvani    |
|    | Italia (bandiera) | A     | Giandonato Cassano  |
|    | Italia (bandiera) | C     | D. Dall'Olio        |
|    | Italia (bandiera) | D     | Sergio De Candia    |
|    | Italia (bandiera) | D     | Nicola De Fendis    |
|    | Italia (bandiera) | A     | D. Di Bitetto       |
|    | Italia (bandiera) | A     | Pietro Di Molfetta  |
|    | Italia (bandiera) | A     | Domenico Di Pinto   |
|    | Italia (bandiera) | P     | Sergio Di Reda      |
|    | Italia (bandiera) | A     | Adelchi Fariello    |

| N. |                   | Ruolo | Calciatore       |
| -- | ----------------- | ----- | ---------------- |
|    | Italia (bandiera) | C     | V. Fata          |
|    | Italia (bandiera) | C     | Gaetano Gentile  |
|    | Italia (bandiera) | A     | Michele Gentile  |
|    | Italia (bandiera) | D     | Gino Giordan     |
|    | Italia (bandiera) | D     | Bruno Hervatin   |
|    | Italia (bandiera) | P     | Giuseppe Letorre |
|    | Italia (bandiera) | A     | Armando Lopopolo |
|    | Italia (bandiera) | C     | Domenico Lorusso |
|    | Italia (bandiera) | D     | Gino Pedone      |
|    | Italia (bandiera) | C     | Raffaele Rossini |
|    | Italia (bandiera) | A     | Ermus Sartini    |
|    | Italia (bandiera) | C     | Vincenzo Velon   |